# Reisenberg

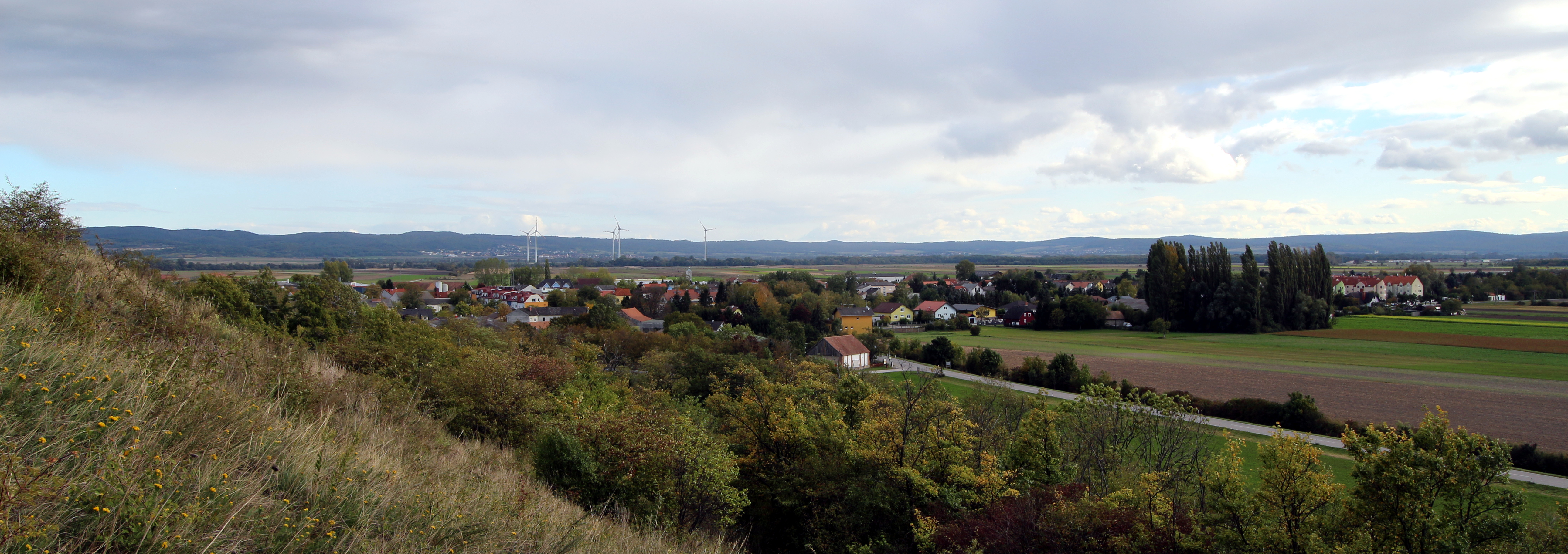
Reisenberg

Reisenberg là một thị trấn ở huyện Baden trong bang Niederösterreich ở nước Áo. Đô thị này có diện tích 17,8 km², dân số năm 2001 là 1490 người.